# Салтыковская (платформа)
Салтыко́вская — остановочный пункт Горьковского направления МЖД и МЦД-4, расположенный в микрорайоне Салтыковка, входящем в состав городского округа Балашиха.
Время движения от/до Курского вокзала составляет 27-30 минут (ранее, до открытия МЦД-4 составляла от 33 до 37 минут).
Представлен одной островной платформой, подземным пешеходным переходом, с которого также осуществляется выход на платформу, и двумя зданиями пригородных касс у обоих выходов (касса у южного выхода по прямому назначению не используется как минимум с 2020 года). У обоих выходов размещены терминалы для продажи билетов. Остановочный пункт не оборудован турникетами.
С южной стороны остановочного пункта осуществляется выход к поликлинике и отделению полиции. С северной — к храму Почаевской Иконы Божией Матери и остановкам общественного транспорта.

## История
В 1863 году, по завершении основных работ по строительству железной дороги Москва-Нижний Новгород, князь Пётр Дмитриевич Салтыков, владелец усадьбы в Никольско-Архангельском, ходатайствовал об открытии полустанка вблизи деревни Никольское, получившего название «Никольская». Позже, в 1907 году, название «Никольское» было отдано другой платформе, построенной ближе к Москве. Прежнюю станцию стали именовать «Салтыковская», в честь князя Салтыкова. По обе стороны станции стали селиться служащие железной дороги и дачники, благодаря чему появился посёлок Салтыковка.
Первоначально на полустанке был установлен открытый навес и платформа из досок, положенных прямо на песок. В конце платформы стояла будка для кассира с кирпичной печкой. На площади у станции были врыты столбы, за которые привязывали своих лошадей крестьяне, занимавшиеся извозом. Полустанок в 1879 году изобразил на своей картине «Вечер после дождя» (другое название «Салтыковская платформа») художник И. И. Левитан.
Во времена СССР и до начала строительства в 2014 году IV главного пути остановочный пункт состоял из двух платформ, на которые можно попасть с автомобильного переезда с западной или пешеходного перехода с восточной стороны. Обе платформы были оборудованы крытыми павильонами с пригородными кассами, фонарным освещением, лавочками и урнами.
После сноса в 2014 году южной платформы («от Москвы») некоторой время использовалась временная деревянная платформа, а северная платформа («на Москву») действовала в прежнем режиме до 2019 года, когда посадка и высадка пассажиров была полностью переведена на новую островную платформу, построенную в 2016 году, одновременно с подземным пешеходным переходом.
Также с декабря 2016 года в непосредственной близости от остановочного пункта были начаты работы по строительству четырёхполосного путепровода для связи шоссе Ильича и Разинского шоссе с целью ликвидации одноуровнего железнодорожного переезда, на протяжении долгого времени являвшегося причинами автомобильных пробок.
В ходе строительства путепровода старый одноуровневый железнодорожный переезд был ликвидирован. Путепровод открылся 28 ноября 2019 года.
С марта 2023 года начались работы по демонтажу недействующей северной платформы, а также косметическому ремонту основной платформы, подземного пешеходного перехода, прилегающей территории и кассовых зданий. В ходе работ была обновлена и установлена дополнительная навигация, заменено плиточное покрытие и освещение подземного перехода, обновлено лакокрасочное покрытие близлежащих ограждений и строений. Также были установлены терминалы предварительного проездного документа и дополнительные терминалы для продажи билетов. Вышеуказанные работы проводились в рамках подготовки остановочного пункта к открытию четвёртого Московского центрального диаметра, запуск которого состоялся 9 сентября 2023 года.

## Фотографии

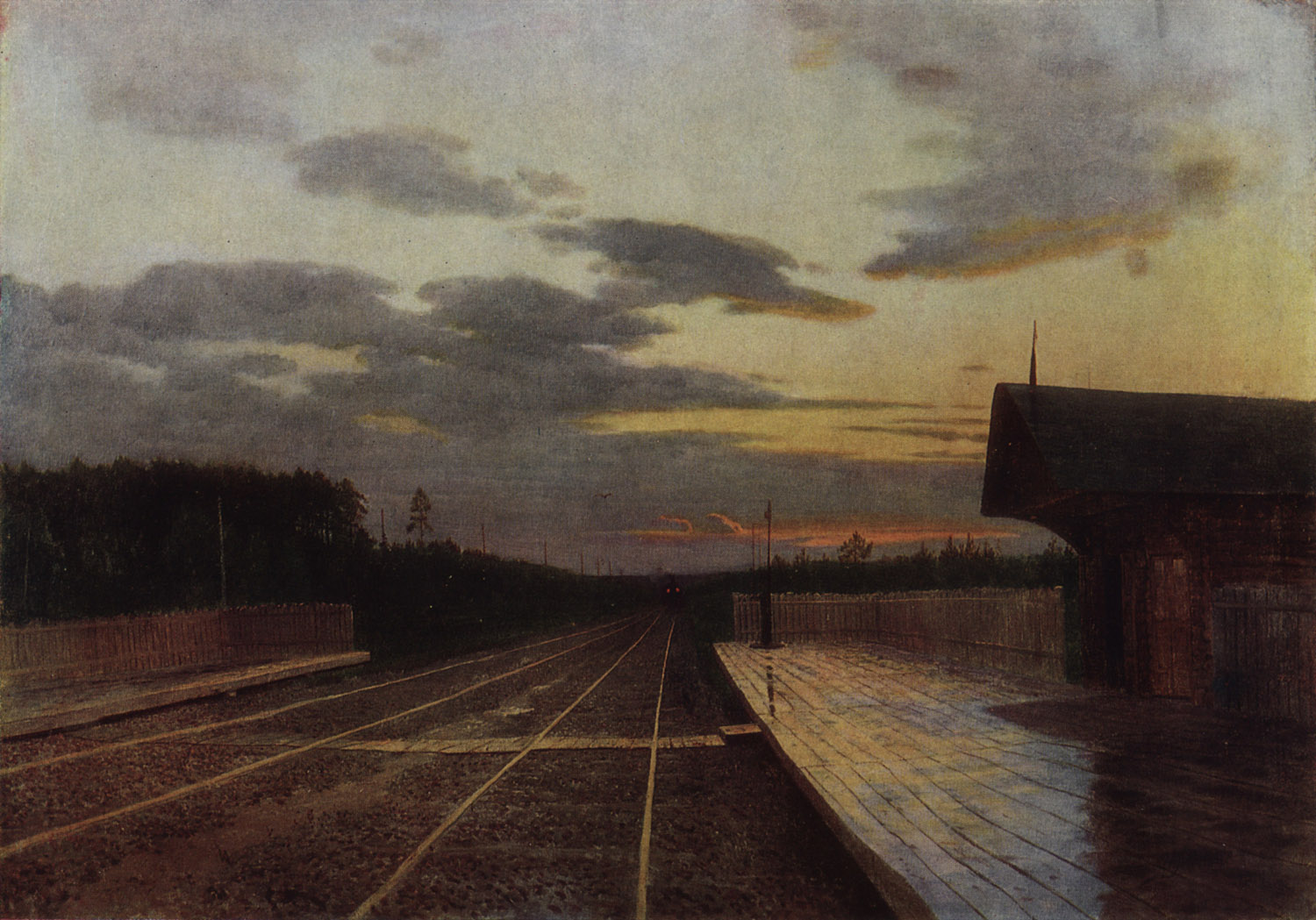
Полустанок на картине И.И. Левитана «Вечер после дождя», 1879 год
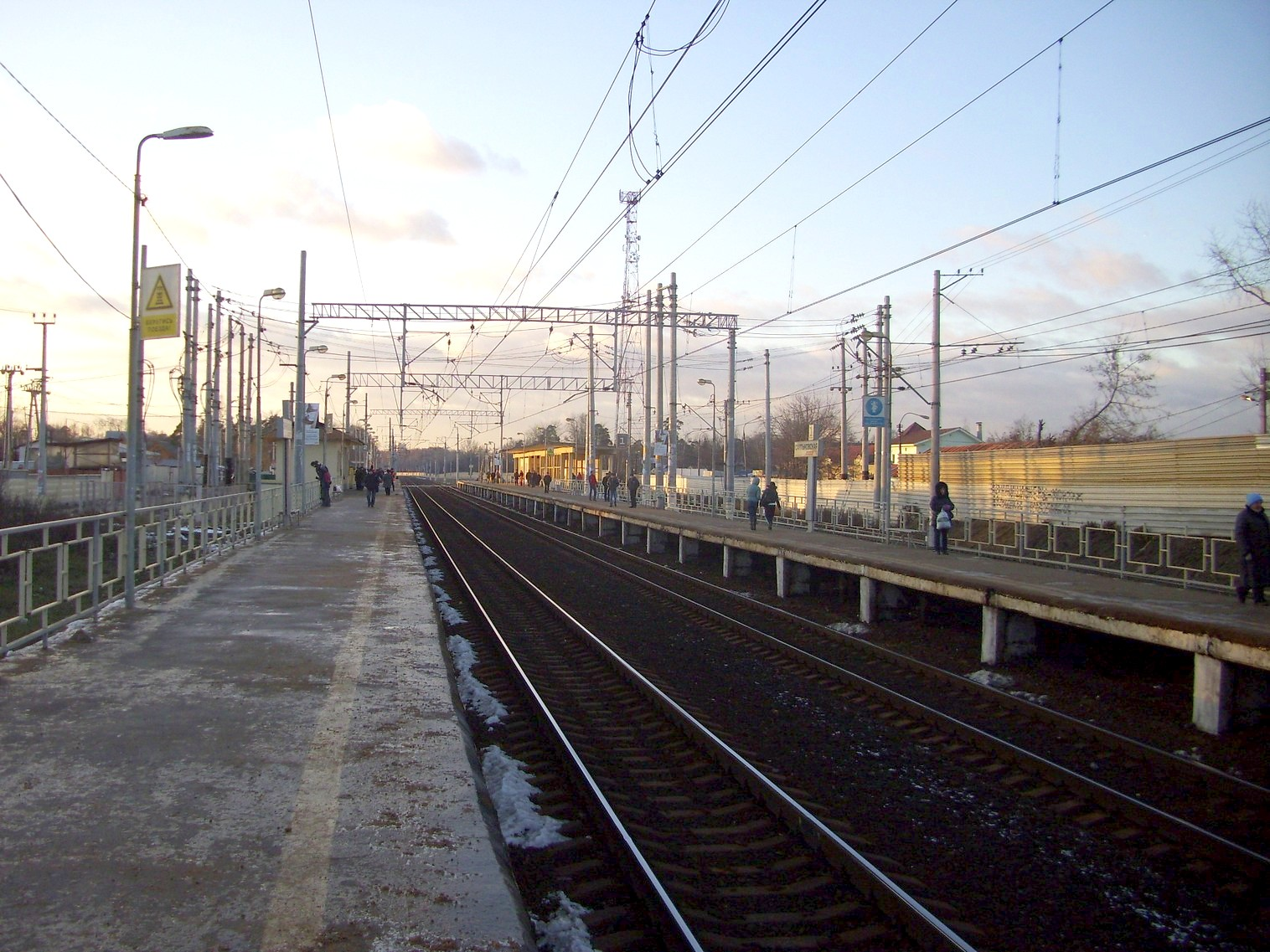
Общий вид на платформы, 2011 год
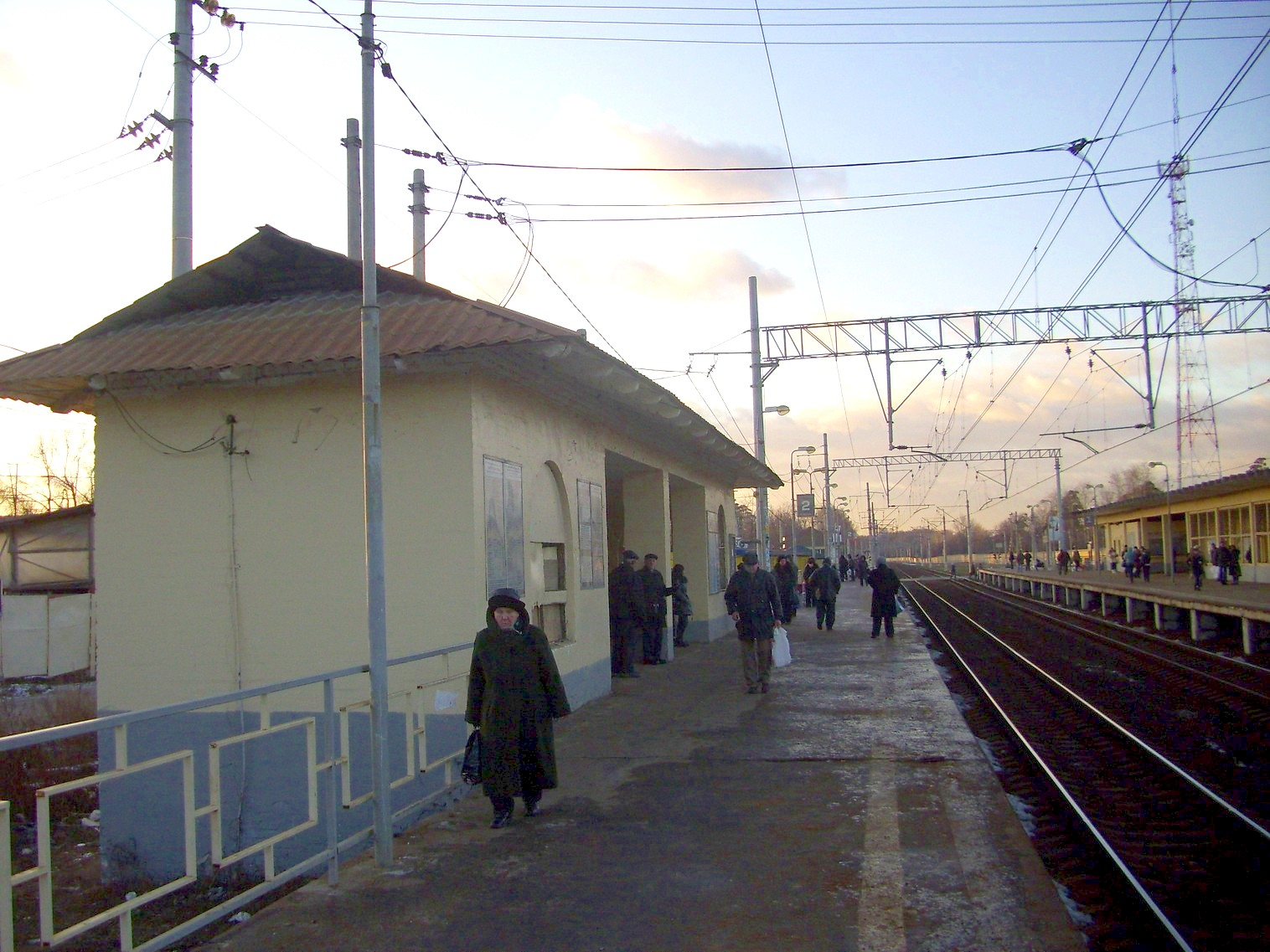
Павильон на демонтированной южной платформе (от Москвы), 2011 год
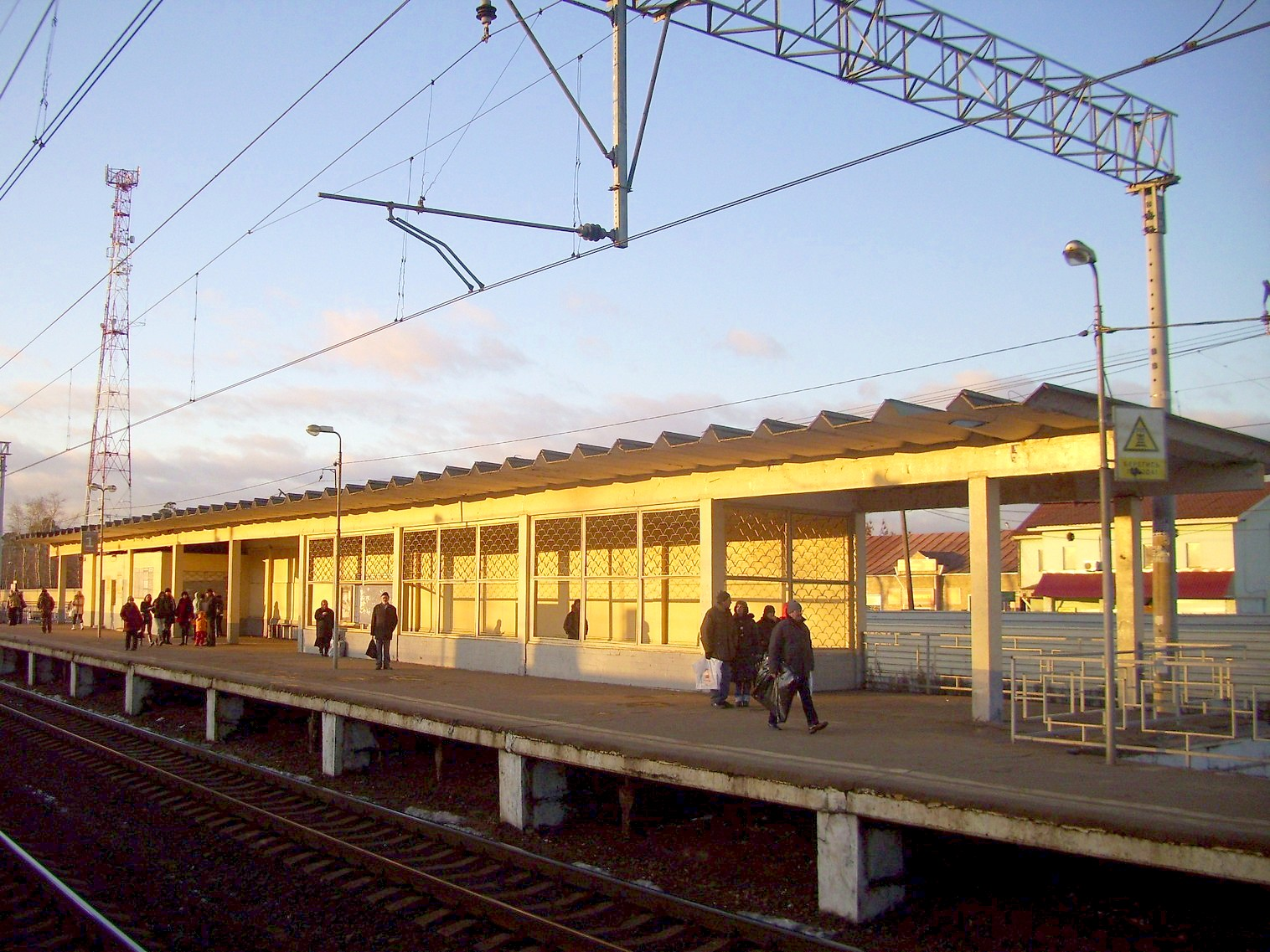
Павильон на ныне снесённой северной платформе (от Москвы), 2011 год
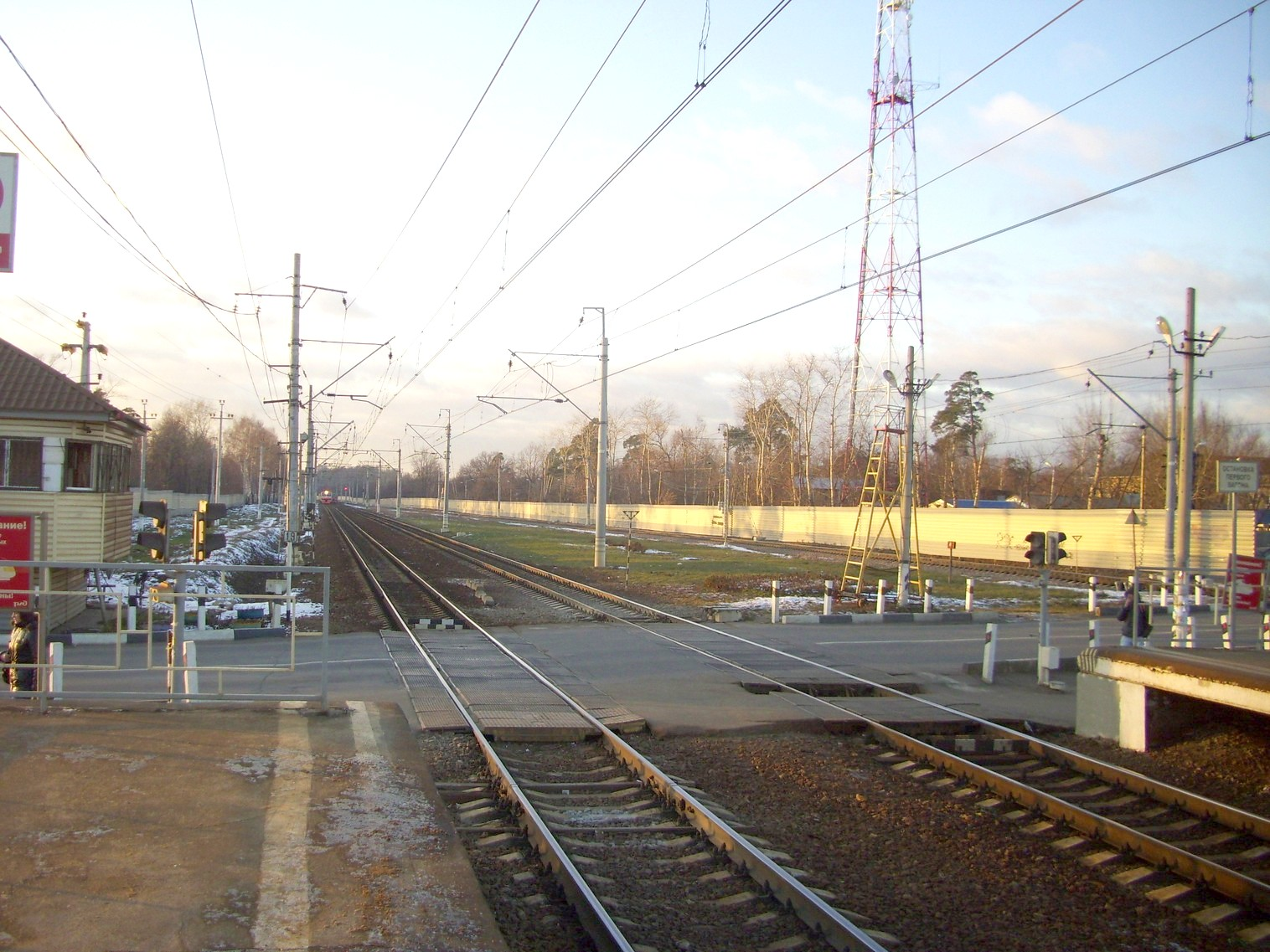
Автомобильный переезд с западной стороны платформы, 2011 год
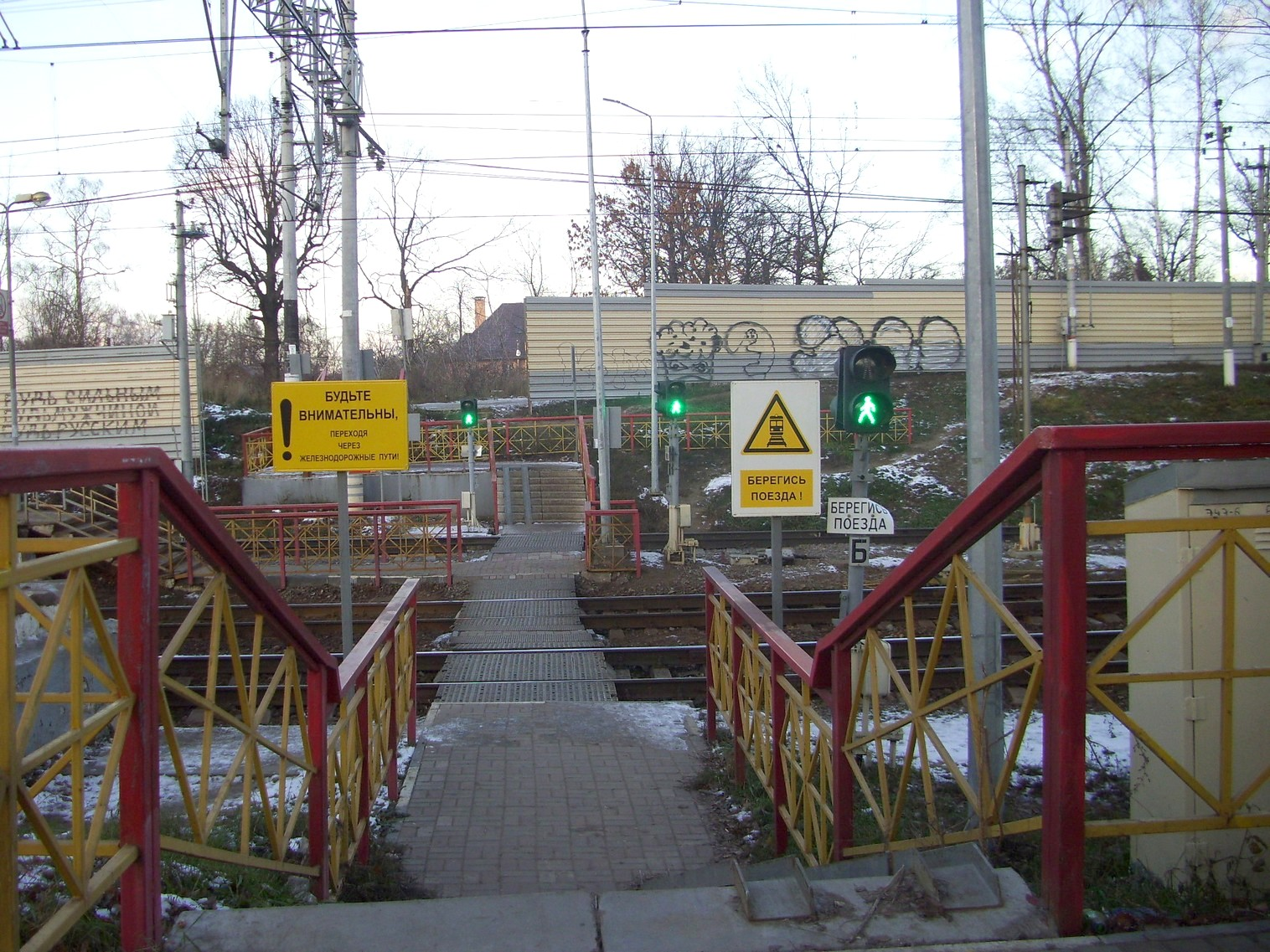
Пешеходный переход с восточной стороны платформы, 2011 год
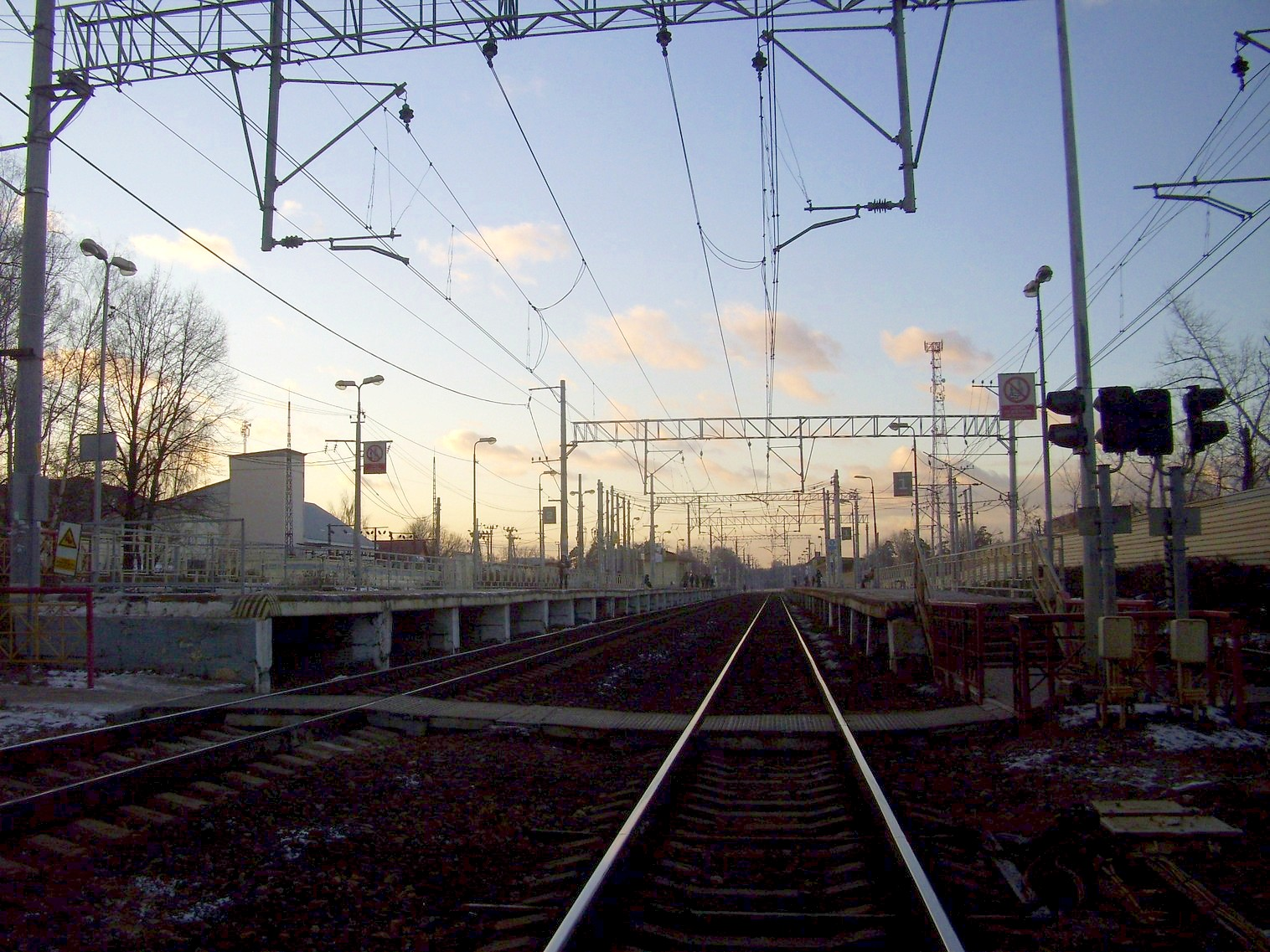
Пешеходный переход с восточной стороны платформы, 2011 год
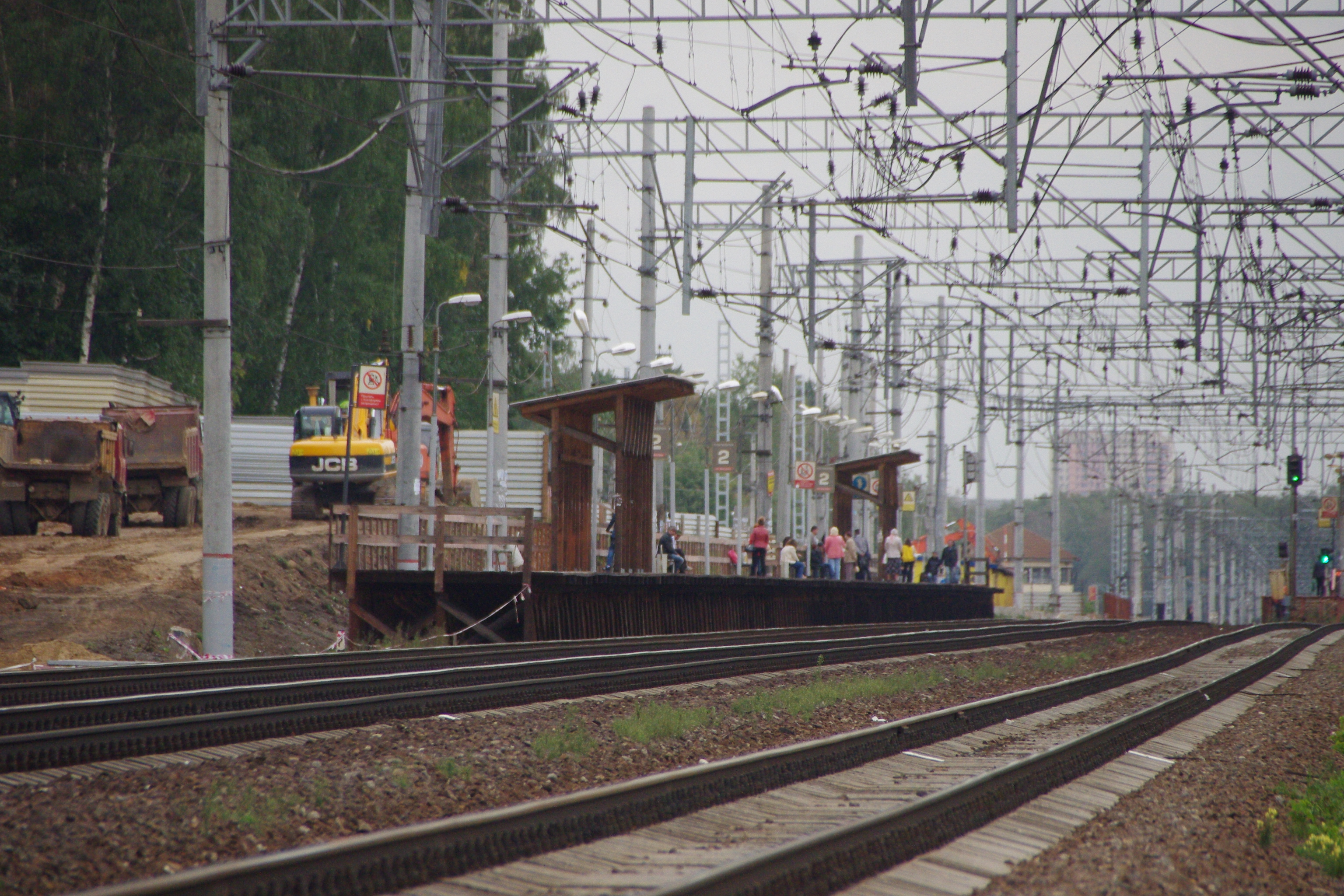
Временная деревянная платформа (вид спереди), 2014 год
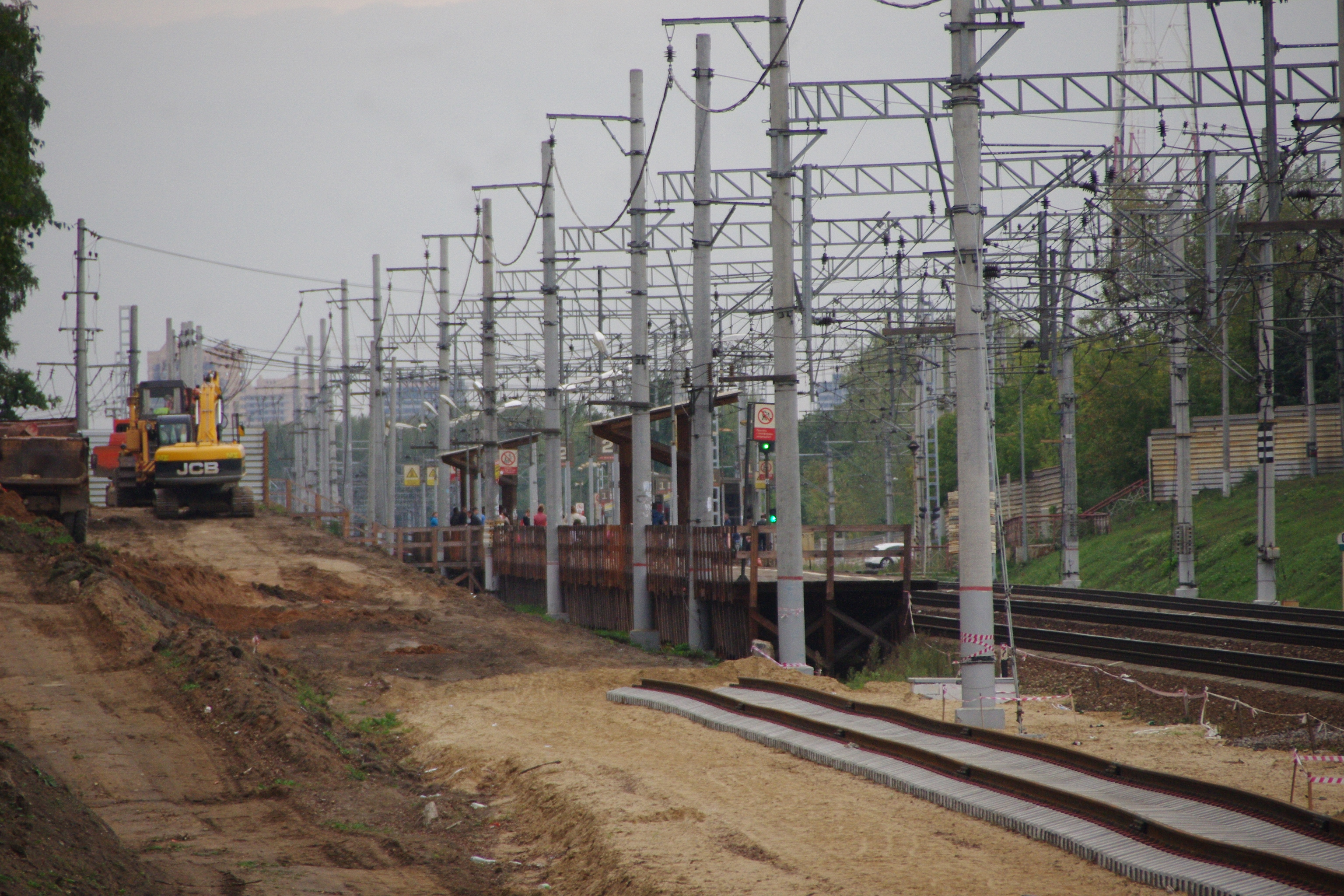
Временная деревянная платформа (вид сзади), 2014 год
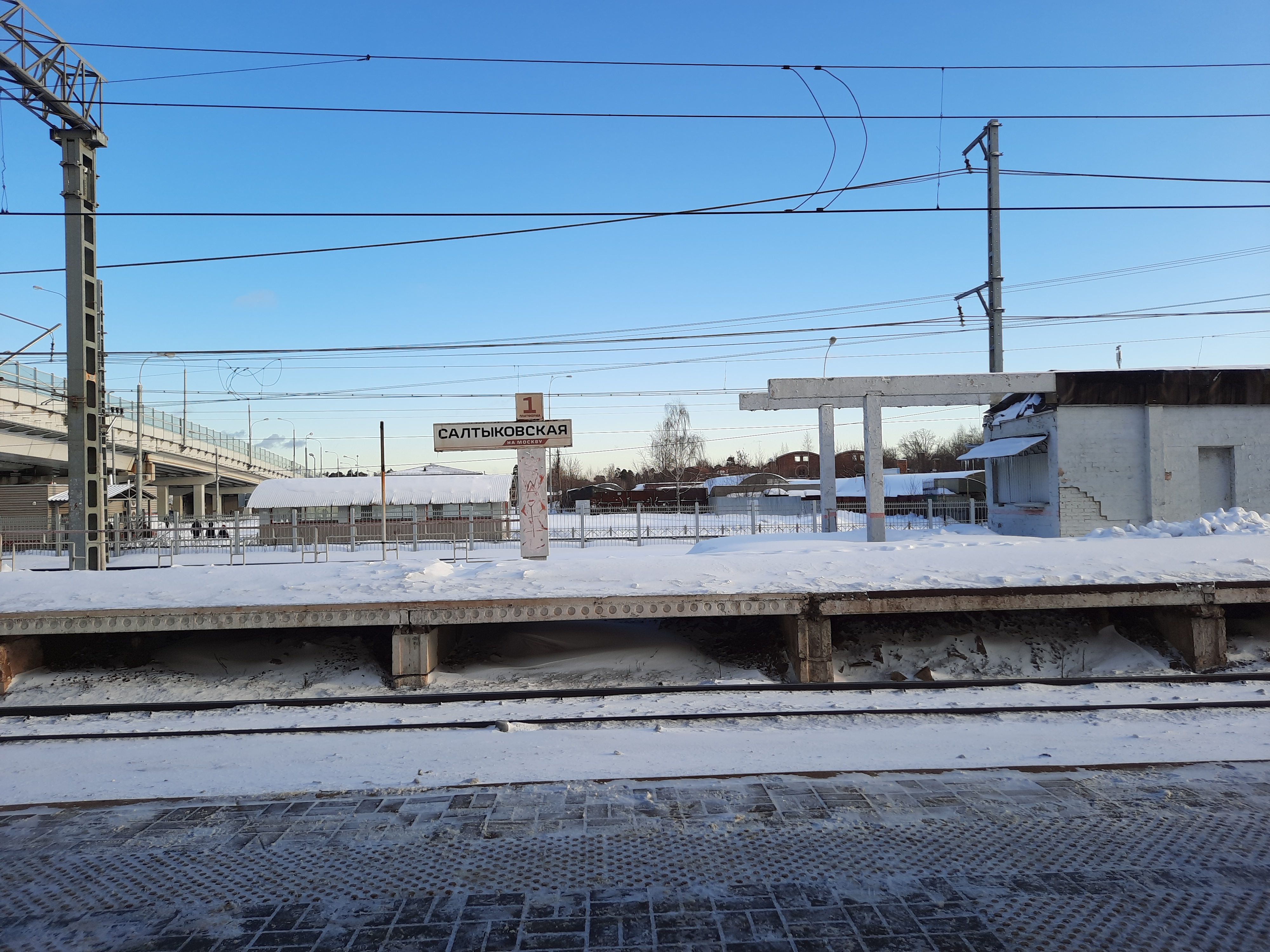
Северная (недействующая платформа) перед началом работ по её демонтажу, март 2023 год
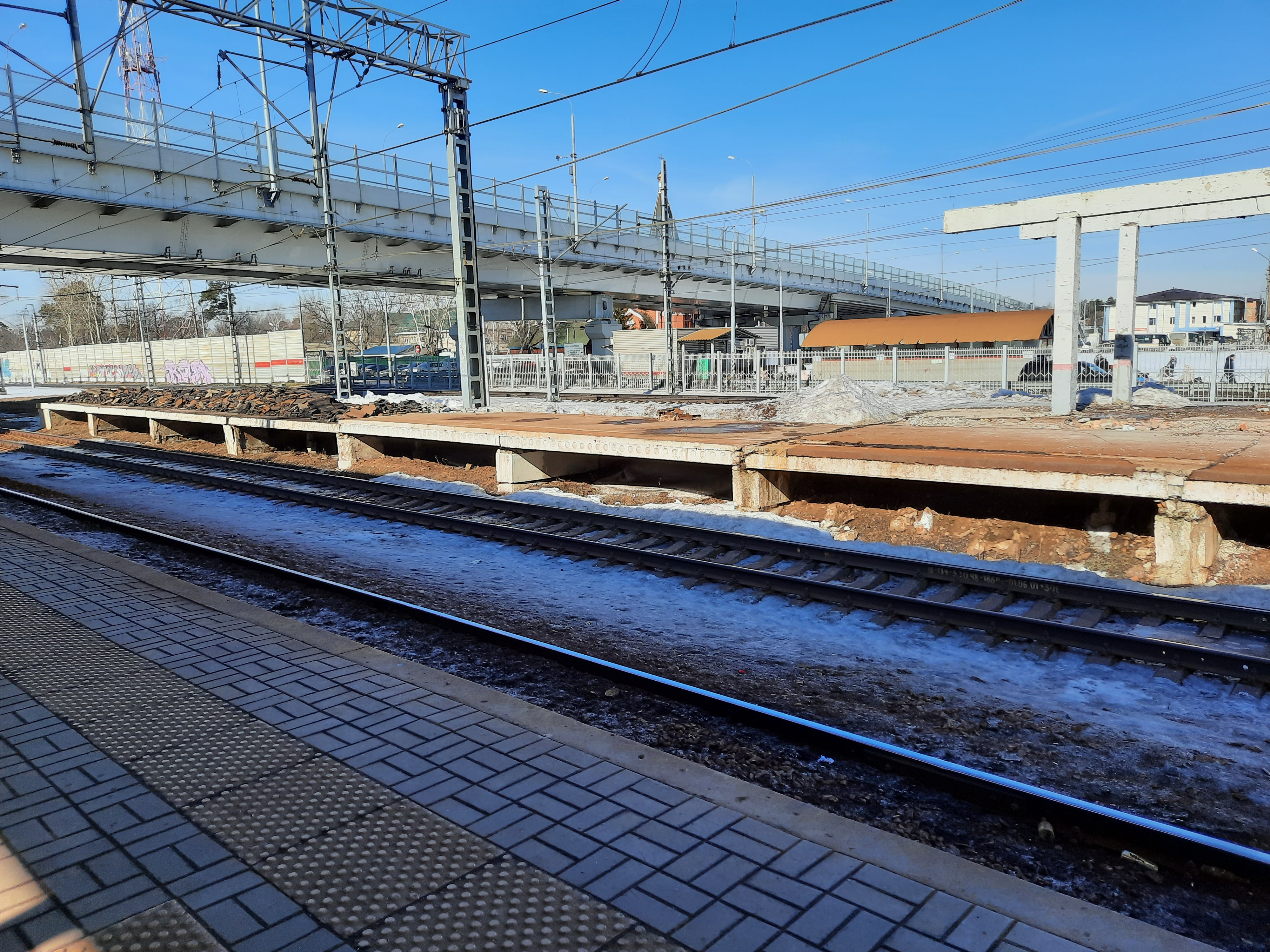
Северная (недействующая платформа) в ходе работ по её демонтажу, март 2023 год
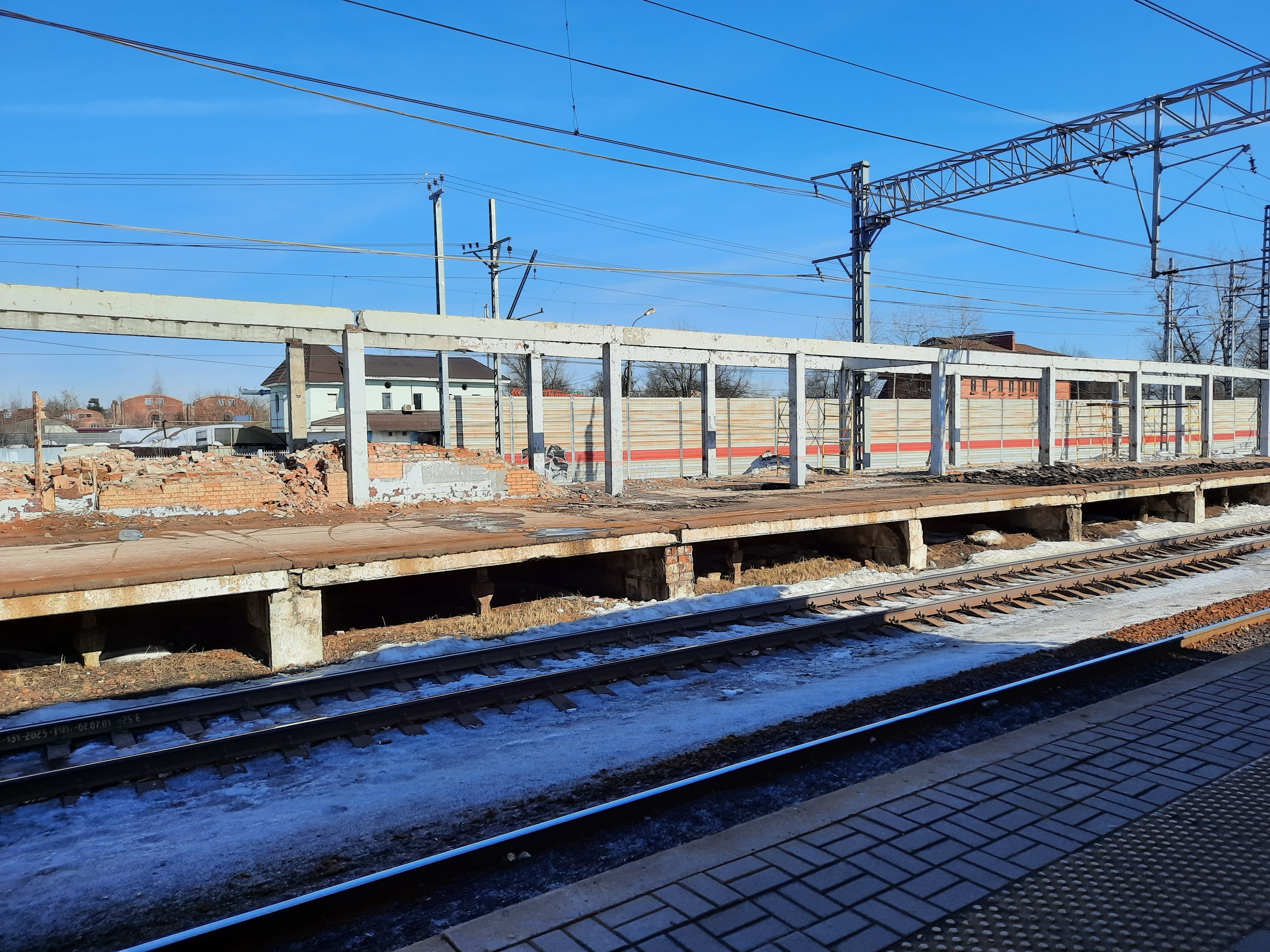
Северная (недействующая платформа) в ходе работ по её демонтажу, март 2023 год
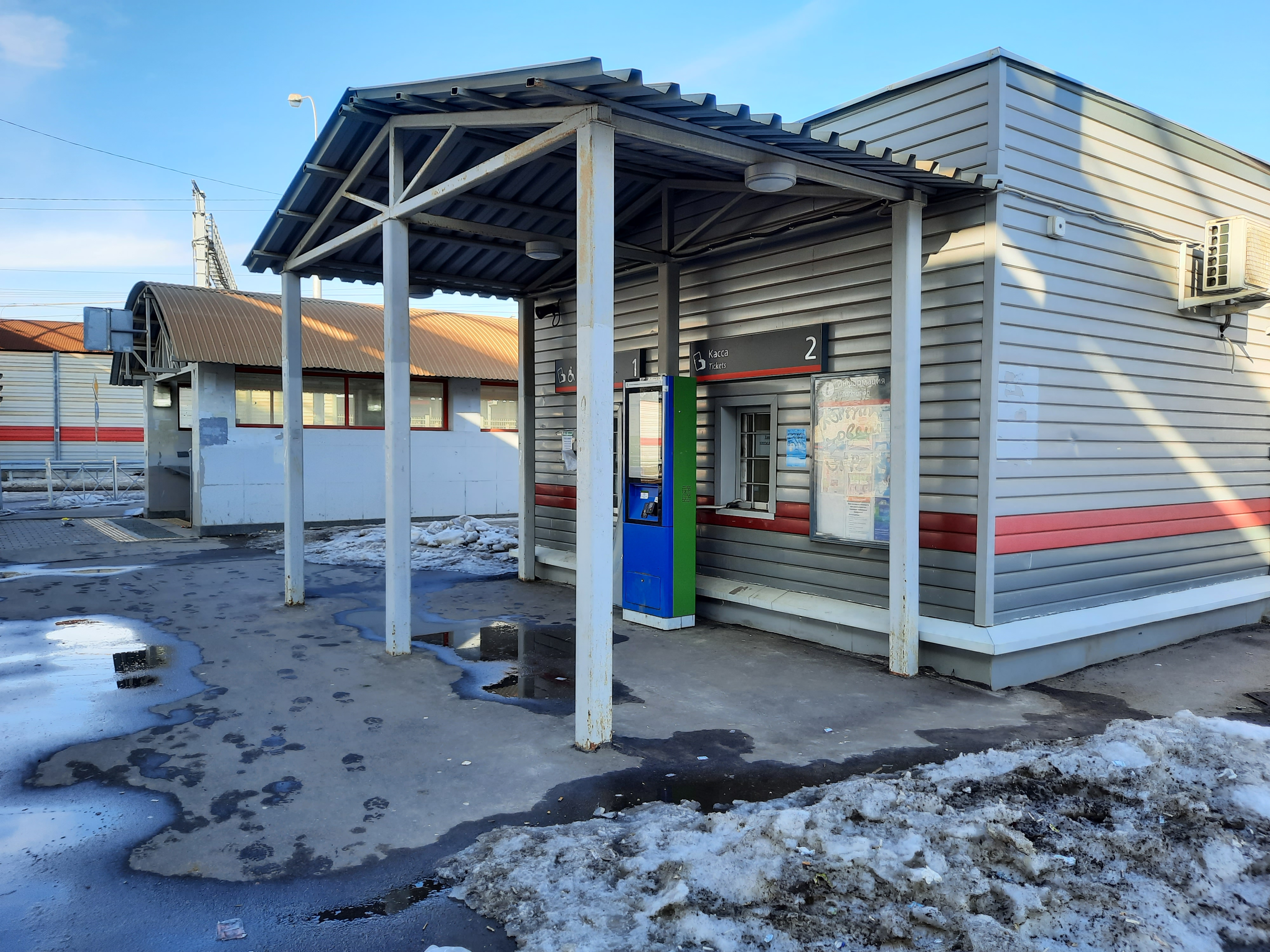
Вид на выход из подземного перехода и кассу с южной стороны остановочного пункта, март 2023 год
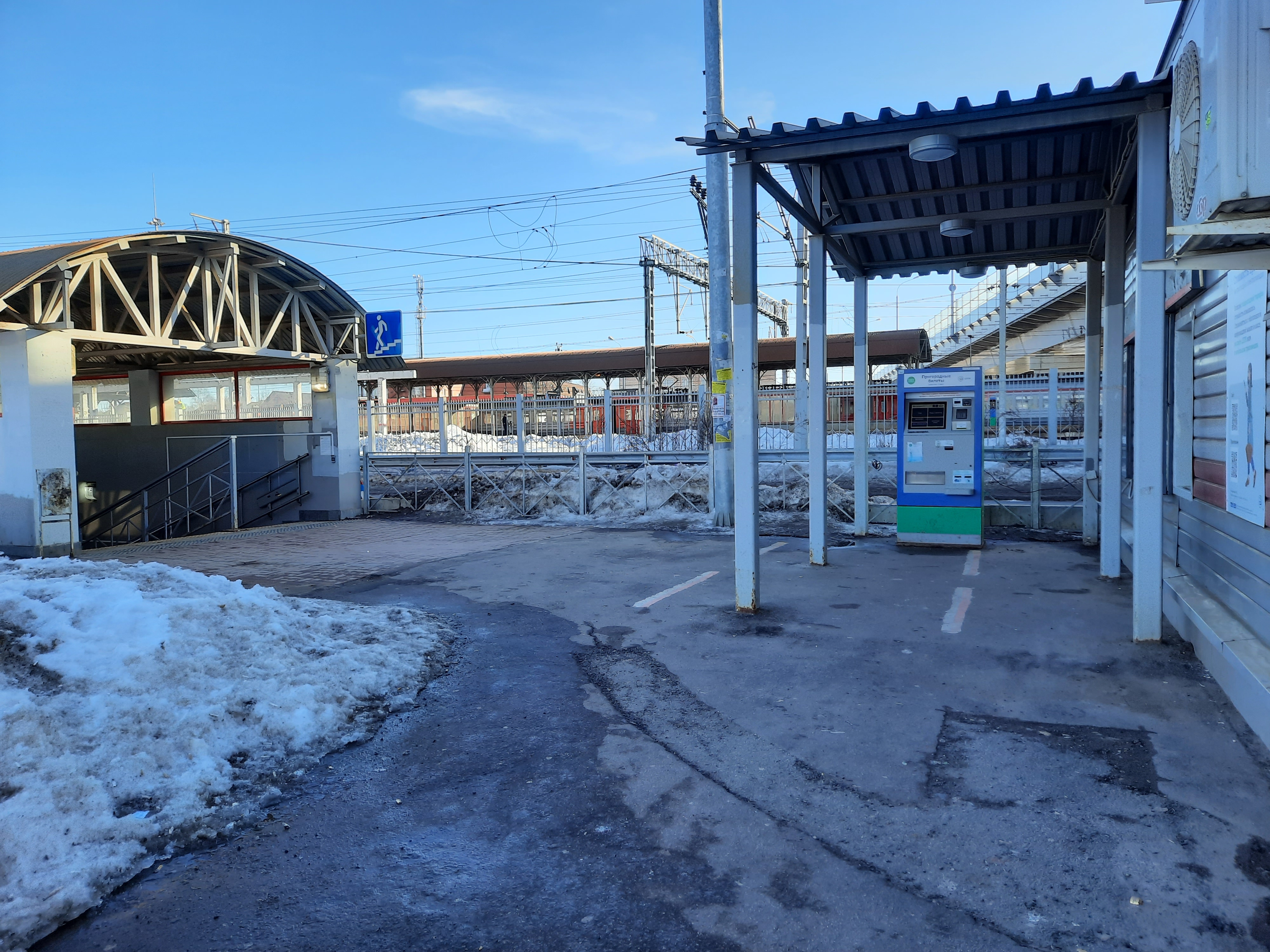
Вид на выход из подземного перехода и кассу с северной стороны остановочного пункта, март 2023 год
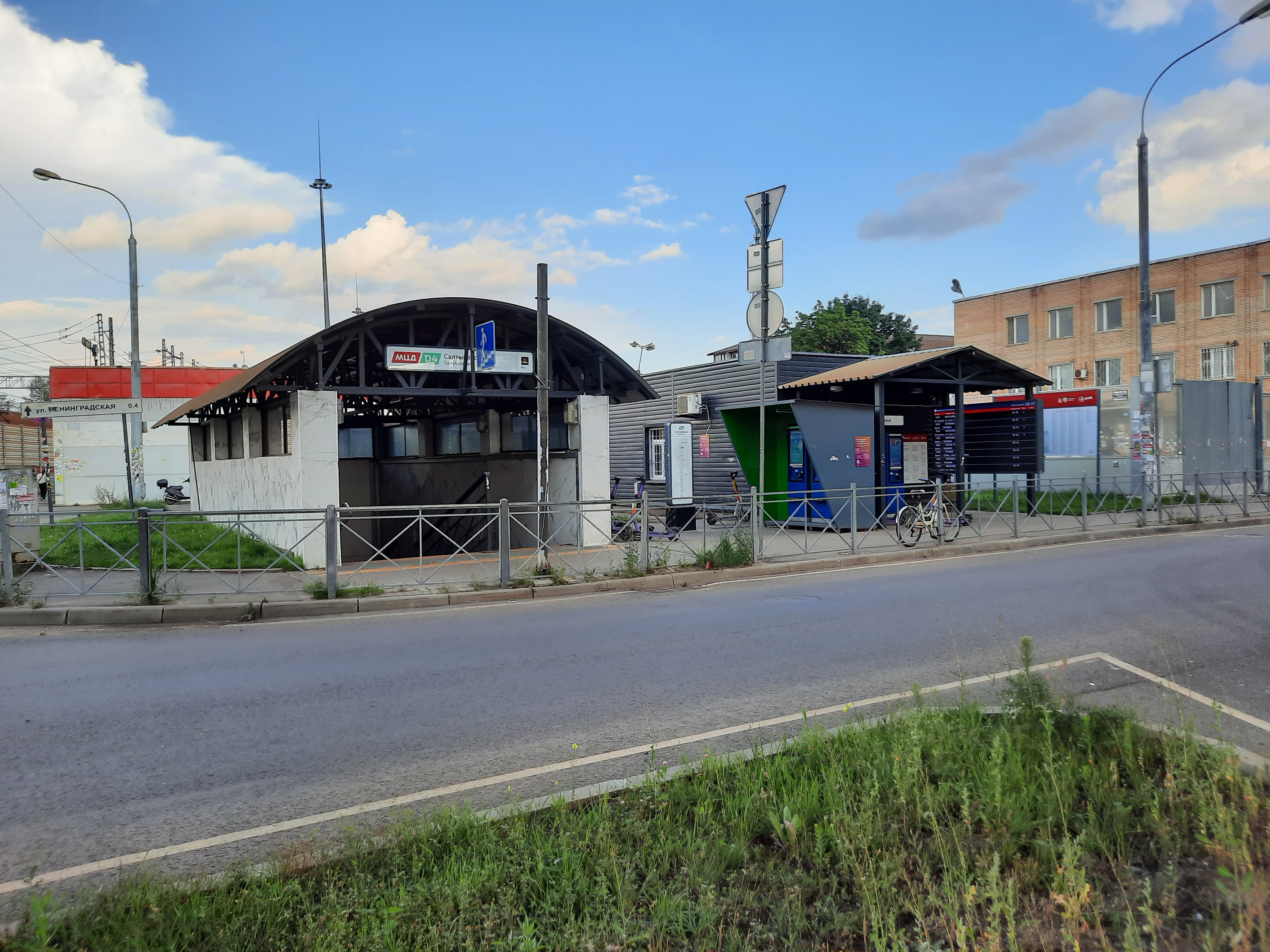
Вид на выход из подземного перехода и кассу с южной стороны остановочного пункта, июль 2024 год
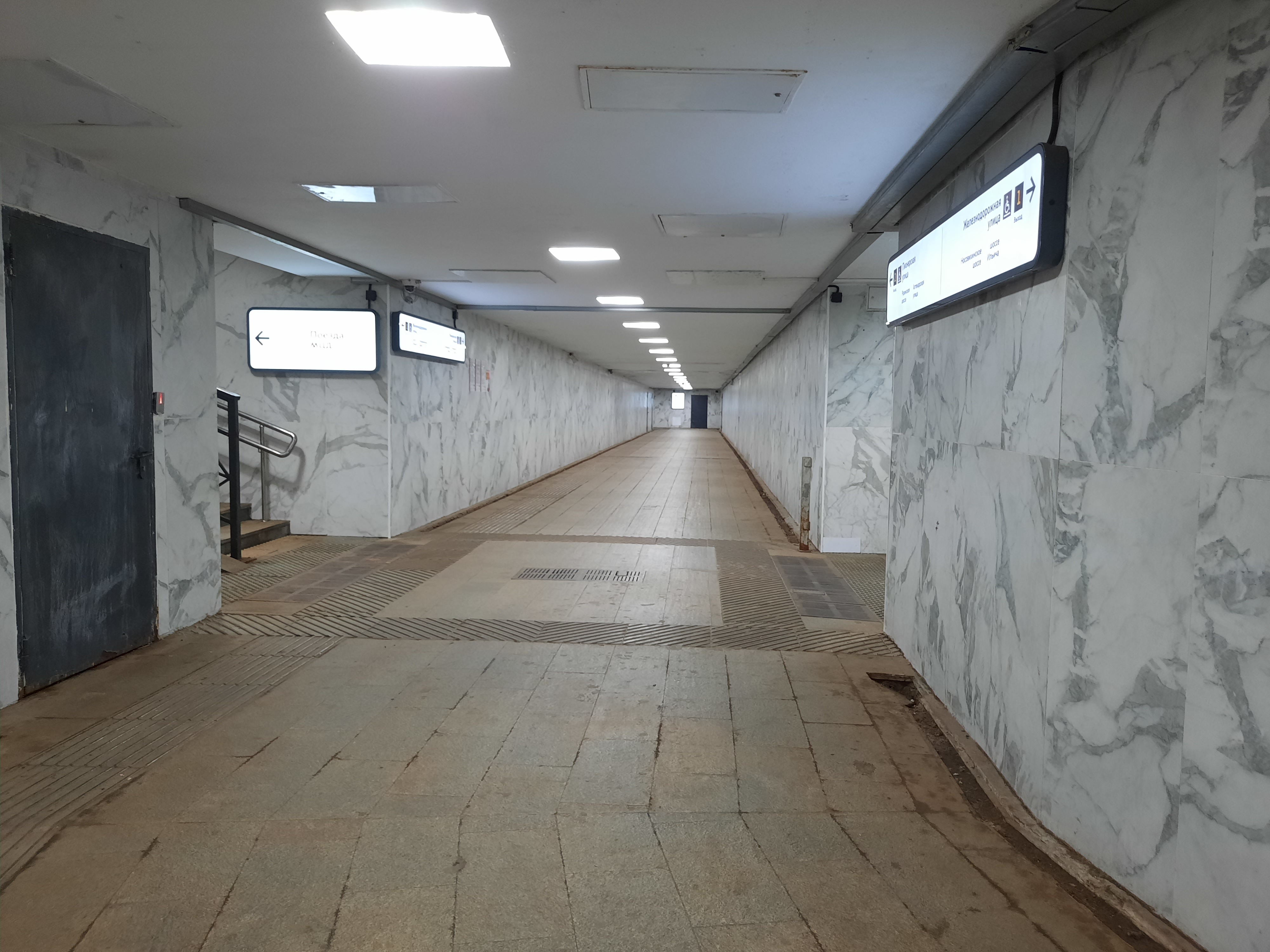
Вид на подземный пешеходный переход остановочного пункта, июль 2024 год
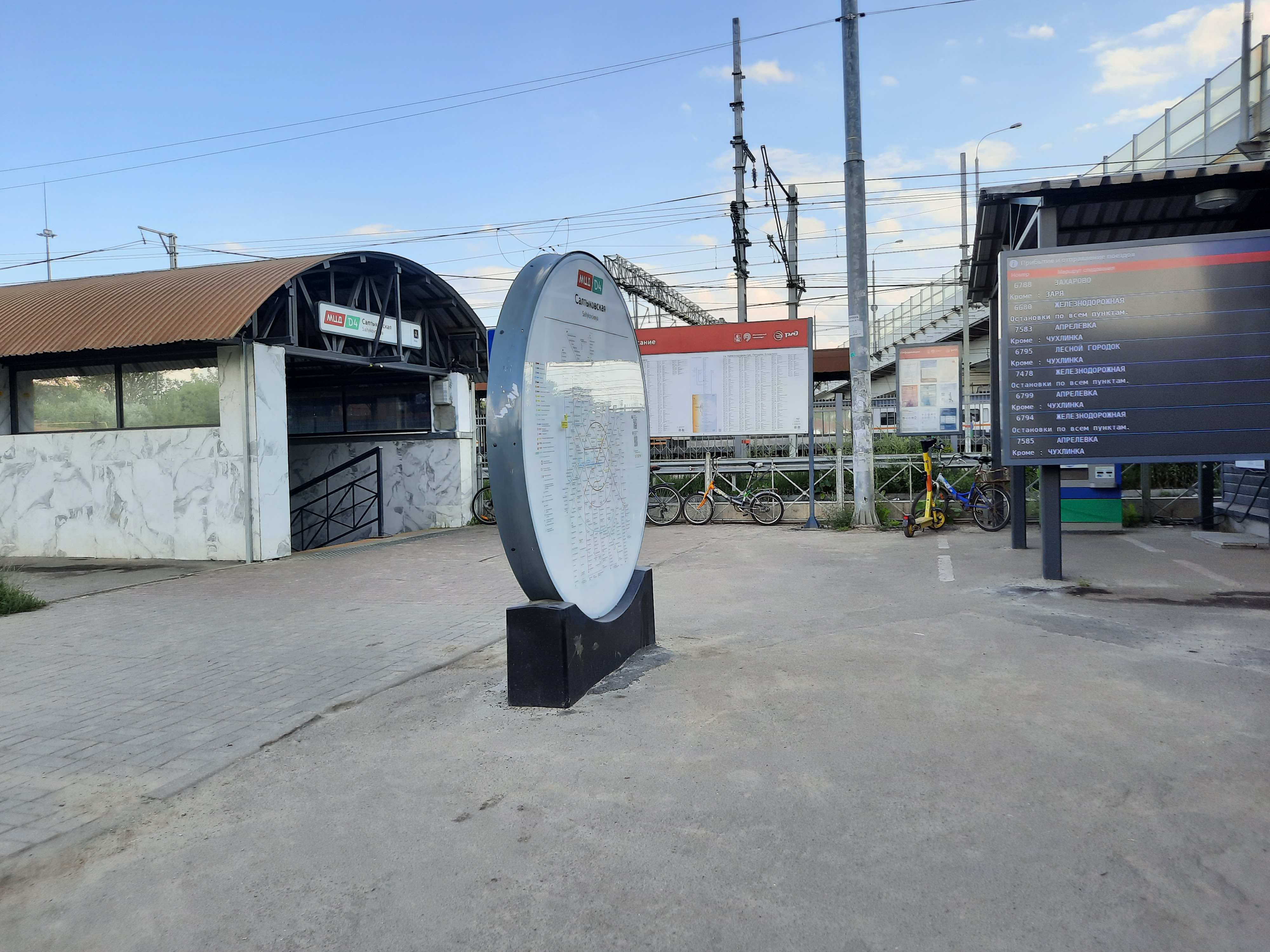
Вид на выход из подземного перехода и кассу с северной стороны остановочного пункта, июль 2024 год
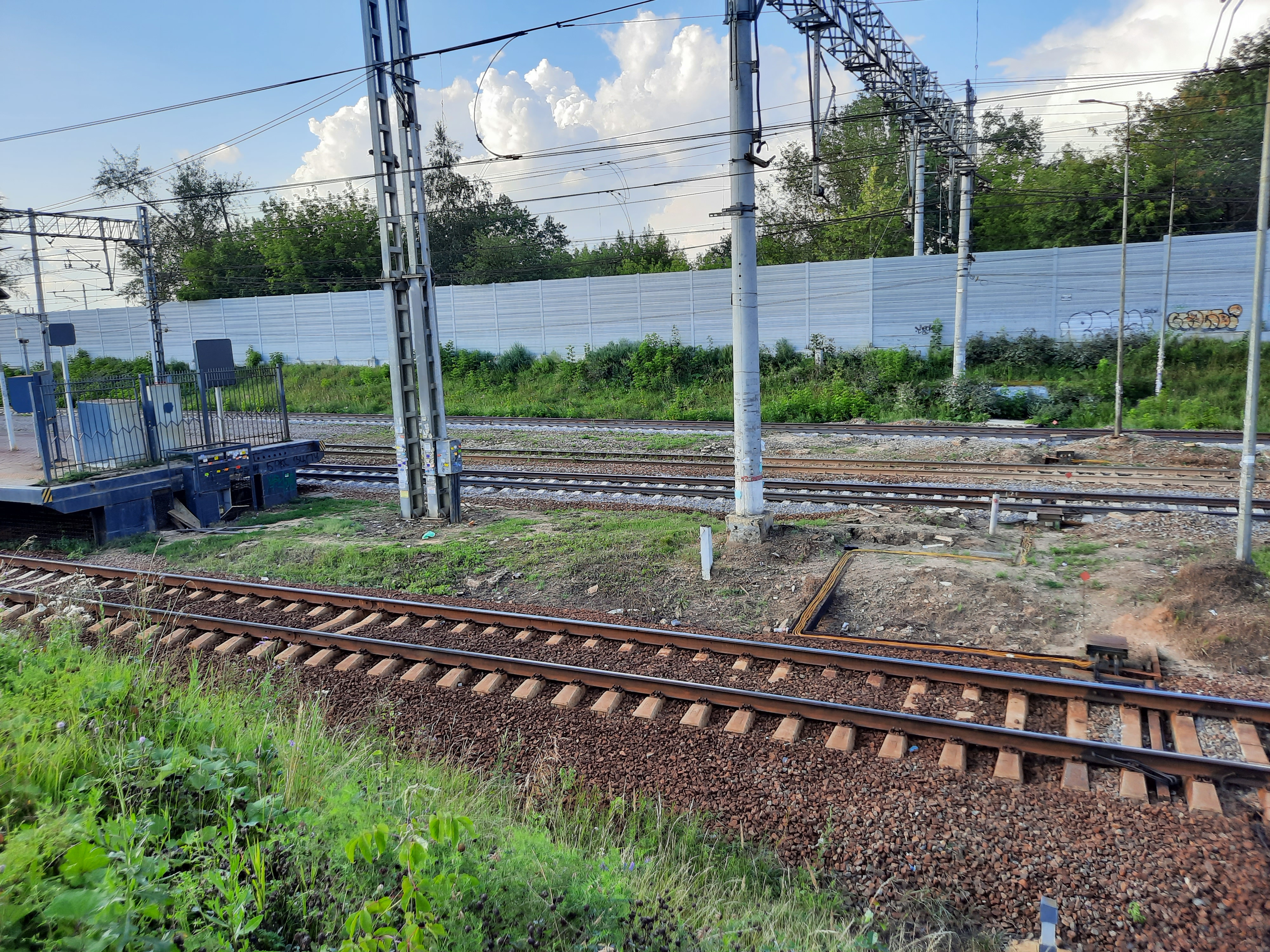
Вид на место старого пешеходного перехода с восточной стороны остановочного пункта, июль 2024 год
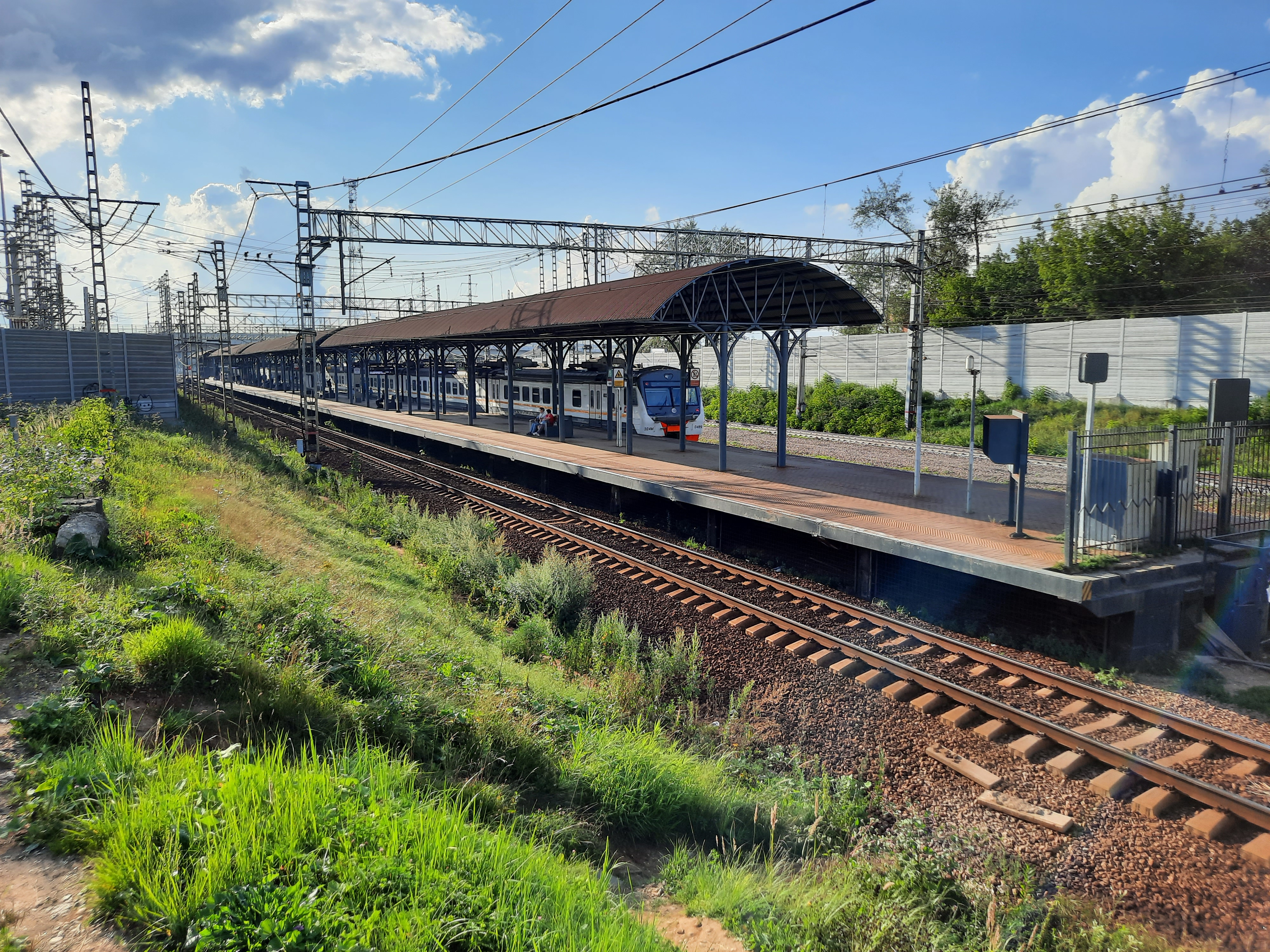
Общий вид на остановочный пункт с восточной стороны, июль 2024 год